# Vonetta Flowers

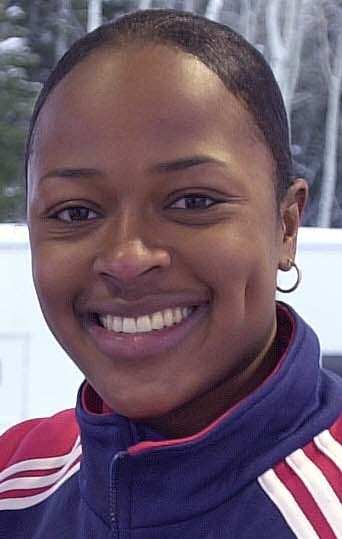
Vonetta Flowers

Vonetta Flowers (* 29. Oktober 1973 als Vonetta Jeffery in Birmingham) ist eine frühere US-amerikanische Leichtathletin und Bobsportlerin. Sie ist als erste schwarze Gewinnerin einer Goldmedaille bei Olympischen Winterspielen vor allem in den USA von großer sporthistorischer Bedeutung.
Flowers betrieb zunächst Leichtathletik, Volleyball und Basketball. Als sie an der University of Alabama studierte, waren ihre Leistungen in der Leichtathletik so stark, dass sie diverse Wettkämpfe gewann und mit dem Ziel einer Teilnahme an Olympischen Spielen trainierte. Bei den US-Trials für die Spiele 1996 trat sie im Sprint und im Weitsprung an, schaffte die Qualifikation jedoch nicht. Kurz vor den Trials zu den Spielen von 2000 wurde sie zum fünften Mal innerhalb von acht Jahren operiert und konnte nicht teilnehmen. Daraufhin trat sie von der Leichtathletik zurück. Auf Anregung ihres Ehemannes und nur mit dem Wissen über den Bobsport aus dem Film „Cool Runnings“ wandte sie sich dem Bobsport zu. Binnen kürzester Zeit wurde Flowers zu einer der besten Anschieberinnen des US-Teams. In ihrer ersten Saison fuhr sie mit der früheren Weltklasserodlerin Bonny Warner in die Weltspitze. In der folgenden Saison startete sie mit Jill Bakken.
Mit Bakken konnte sie in dieser Saison ihren größten Erfolg erreichen. Bei den Olympischen Spielen 2002 von Salt Lake City gewannen beide die erste Goldmedaille, die an Frauen im Bobsport vergeben wurde. Im Anschluss durften die beiden Bobfahrerinnen bei der Abschlusszeremonie die US-amerikanische Fahne tragen. Flowers wurde sehr populär, sie wurde unter anderem von der Zeitschrift People Magazine zu den 50 schönsten Frauen gewählt. Sie wurde Alabamas Sportlerin des Jahres, bekam den U.S. Olympic Spirit Award und wurde mit Bakken zum Team des Jahres vom Olympischen Komitee der USA gekürt. Nach den Spielen konnte Bakken ihre Karriere wegen Verletzungen zwei Jahre nicht fortsetzen und Flowers trat in den nächsten vier Jahren mit der Pilotin Jean Racine/Prahm an. Mit ihr gewann sie mehrere Rennen im Bob-Weltcup und die Bronzemedaille bei der Bob-Weltmeisterschaft 2004 in Königssee. Ihre Karriere beendete Flowers nach den Olympischen Spielen 2006, wo sie mit Prahm den sechsten Platz belegte.